# Heterospilus minimus
Heterospilus minimus är en stekelart som beskrevs av Fischer 1960. Heterospilus minimus ingår i släktet Heterospilus och familjen bracksteklar. Inga underarter finns listade i Catalogue of Life.